# Унітарність (фізика)
У квантовій фізиці унітарність — (або унітарний процес) умова, за якої часова еволюція квантового стану відповідно до рівняння Шредінгера математично представлена унітарним оператором. Зазвичай це сприймається як аксіома або основний постулат квантової механіки, тоді як узагальнення або відхилення від унітарності є частиною міркувань щодо теорій, які можуть виходити за межі квантової механіки. Обмеження унітарності — будь-яка нерівність, яка випливає з унітарності оператора еволюції, тобто з твердження, що часова еволюція зберігає в гільбертовому просторі внутрішні добутки.

## Гамільтонова еволюція
Часова еволюція, описана незалежним від часу гамільтоніаном, представлена однопараметричним сімейством унітарних операторів, для яких гамільтоніан є генератором: {\displaystyle U(t)=e^{-i{\hat {H}}t/\hbar }}. У картині Шредінгера унітарні оператори впливають на квантовий стан системи, тоді як у картині Гейзенберга натомість залежність від часу включено в спостережувані.

### Вплив унітарності на результати вимірювань
У квантовій механіці кожен стан описується як вектор у гільбертовому просторі. Коли виконується вимірювання, зручно описати цей простір за допомогою векторного базису, в якому кожен базисний вектор відповідає результату вимірювання – наприклад, векторний базис із визначеним імпульсом у разі вимірювання імпульсу. Оператор вимірювання є діагональним у цьому базисі.
Ймовірність отримати певний виміряний результат залежить від амплітуди ймовірності, заданої внутрішнім добутком фізичного стану {\displaystyle |\psi \rangle } з базисними векторами {\displaystyle \{|\phi _{i}\rangle \}}, які діагоналізують оператор вимірювання. Для фізичного стану, який вимірюється після того, як він змінився в часі, амплітуду ймовірності можна описати або внутрішнім добутком фізичного стану після часової еволюції з відповідними базисними векторами, або, еквівалентно, внутрішнім добутком фізичного стану з базисними векторами, які еволюціювали назад у часі. Скориставшись оператора часової еволюції {\displaystyle e^{-i{\hat {H}}t/\hbar }}, маємо:
{\displaystyle \left\langle \phi _{i}\left|e^{-i{\hat {H}}t/\hbar }\psi \right.\right\rangle =\left\langle \left.e^{-i{\hat {H}}(-t)/\hbar }\phi _{i}\right|\psi \right\rangle }
Але за визначенням ермітового спряження це також:
{\displaystyle \left\langle \phi _{i}\left|e^{-i{\hat {H}}t/\hbar }\psi \right.\right\rangle =\left\langle \left.\phi _{i}\left(e^{-i{\hat {H}}t/\hbar }\right)^{\dagger }\right|\psi \right\rangle =\left\langle \left.\phi _{i}e^{-i{\hat {H}}^{\dagger }(-t)/\hbar }\right|\psi \right\rangle }
Оскільки ці рівності справедливі для кожних двох векторів, отримуємо
{\displaystyle {\hat {H}}^{\dagger }={\hat {H}}}
Це означає, що гамільтоніан є ермітовим і оператор часової еволюції {\displaystyle e^{-i{\hat {H}}t/\hbar }} є унітарним .
Оскільки за правилом Борна норма визначає ймовірність отримати певний результат вимірювання, унітарність разом із правилом Борна гарантує, що сума ймовірностей завжди дорівнює одиниці. Крім того, унітарність разом із правилом Борна означає, що оператори вимірювання в картині Гейзенберга справді описують, який очікується розвиток результатів вимірювань із часом.

### Наслідки щодо форми гамільтоніана
Те, що оператор часової еволюції є унітарним, еквівалентно тому, що гамільтоніан є ермітовим. Еквівалентно це означає, що можливі виміряні енергії, які є власними значеннями гамільтоніана, завжди є дійсними числами.

## Амплітуда розсіювання та оптична теорема
Для опису того, як фізична система змінюється в процесі розсіювання, використовують S-матрицю. Насправді вона дорівнює оператору часової еволюції протягом дуже тривалого часу (який прямує до нескінченності), що діє на імпульсні стани частинок (або зв’язаного комплексу частинок) на нескінченності. Отже, він також повинен бути унітарним оператором; обчислення, що дає неунітарну S-матрицю, часто означає, що було упущено зв’язаний стан.

### Оптична теорема
Унітарність S-матриці передбачає, серед іншого, оптичну теорему. Це можна побачити так.
S-матрицю можна записати, як
{\displaystyle S=1+iT}
де {\displaystyle T} – частина S-матриці, зумовлена взаємодіями; наприклад, {\displaystyle T=0} просто означає, що S-матриця дорівнює 1, ніякої взаємодії не відбувається, і всі стани залишаються незмінними.
Унітарність S-матриці:
{\displaystyle S^{\dagger }S=1}
тоді еквівалентна:
{\displaystyle -i\left(T-T^{\dagger }\right)=T^{\dagger }T}
Ліва частина вдвічі більша за уявну частину S-матриці. Щоб побачити, що означає права частина, розгляньмо будь-який конкретний елемент цієї матриці, наприклад, між деяким початковим станом {\displaystyle |I\rangle } і кінцевим станом {\displaystyle \langle F|}, кожен з яких може включати багато частинок. Матричний елемент тоді:
{\displaystyle \left\langle F\left|T^{\dagger }T\right|I\right\rangle =\sum _{i}\left\langle F|T^{\dagger }|A_{i}\right\rangle \left\langle A_{i}|T|I\right\rangle }
де {Ai} — набір можливих станів на поверхні, тобто імпульсових станів частинок (або зв’язаного комплексу частинок) на нескінченності.
Таким чином, подвоєна уявна частина S-матриці дорівнює сумі, що представляє добутки внесків від усіх розсіянь початкового стану S-матриці до будь-якого іншого фізичного стану на нескінченності, з розсіяннями останнього до кінцевого стану S-матриці. Оскільки уявну частину S-матриці можна обчислити за віртуальними частинками, що з’являються в проміжних станах діаграми Фейнмана, то ці віртуальні частинки повинні складатися лише з реальних частинок, які також можуть з’являтися як кінцеві стани. Математичний механізм, який використовується для забезпечення цього, включає калібрувальну симетрію, а іноді також духи Фаддєєва — Попова.

### Межі унітарності
Згідно з оптичною теоремою, амплітуда ймовірності M (= iT) для будь-якого процесу розсіювання повинна підкорятися
{\displaystyle |M|^{2}=2\operatorname {Im} (M)}
Подібні межі унітарності означають, що амплітуди та поперечний переріз не можуть занадто збільшуватися з енергією або вони повинні зменшуватися так само швидко, як диктує певна формула[яка?]. Наприклад, обмеження Фруассара каже, що загальний переріз розсіювання двох частинок обмежений {\displaystyle c\ln ^{2}s}, де {\displaystyle c} - стала, а {\displaystyle s} - квадрат енергії центра мас. (Див. змінні Мандельштама)